# Тотемный столб

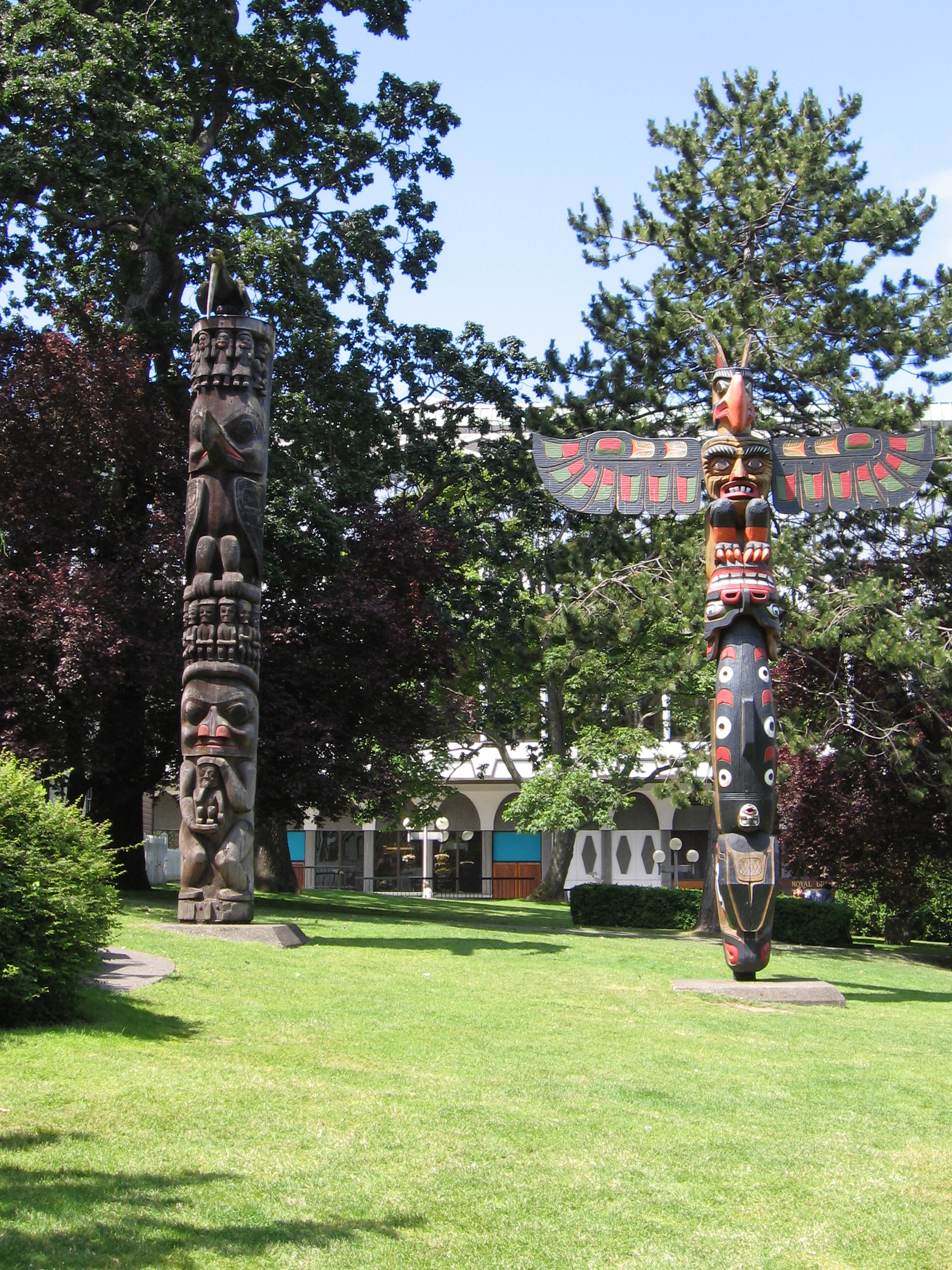
Тотемный столб (слева) и столб квакиутль (справа) в парке Тандербёрд-парк (Виктория, Британская Колумбия) в Виктории, Канада

Тотемный столб (хайда gyáaʼaang) — монументальная резьба, тип искусства Северо-Западного побережья, состоящие из шестов, столбов или колонн, на которых вырезаны символы или фигуры. Изображение чаще всего животного, реже — растения или неодушевлённого предмета, почитаемого в качестве тотема — мифического предка и души племени.
Обычно их делают из больших деревьев, в основном западного красного кедра. Создатели таких столбов — коренные народы, первые жители североамериканского континента и северо-западного побережья Тихого океана, включая северную часть северо-западного побережья общин народов хайда, тлинкиты и общины цимшианы на юго-востоке Аляски и Британской Колумбии, общины квакиутль и нутка на юге Британской Колумбии и общины прибрежных салиш в Вашингтоне и Британской Колумбии.
Тотемные столбы широко распространены среди индейцев Субарктики и Северо-западного побережья.

## Назначение
Столпы имеют различное назначение
- Отражение мифологии
- Изображение значимого события / Коммеморативная практика
- Изображение тотемных животных рода у дома клана
- Погребальный столб
- Сигнальный / Указательный столб

## Галерея изображений

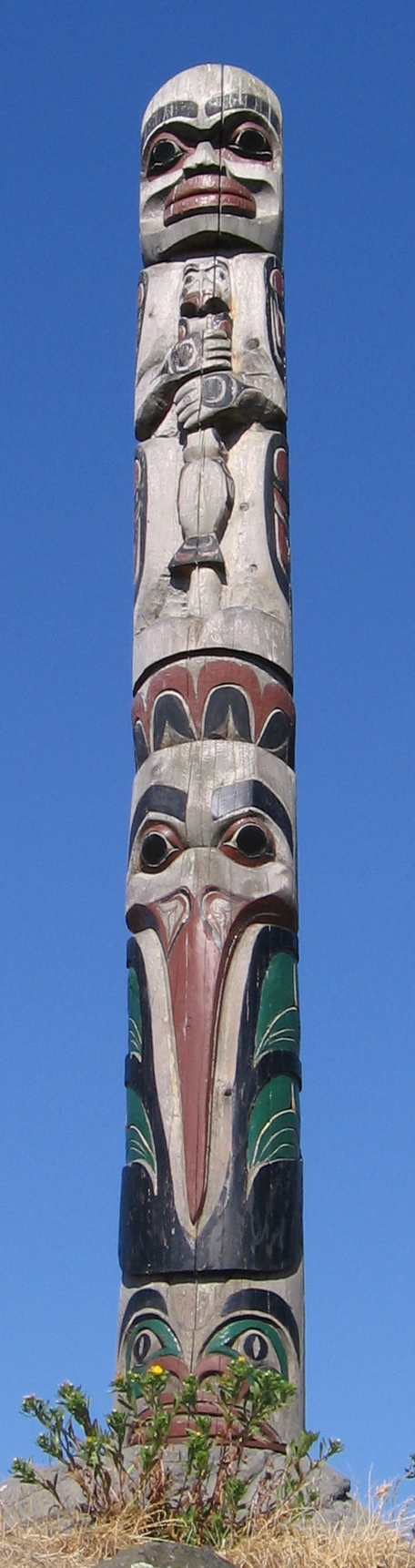
Тотемный столб из Тотемного парка, Виктория, Британская Колумбия
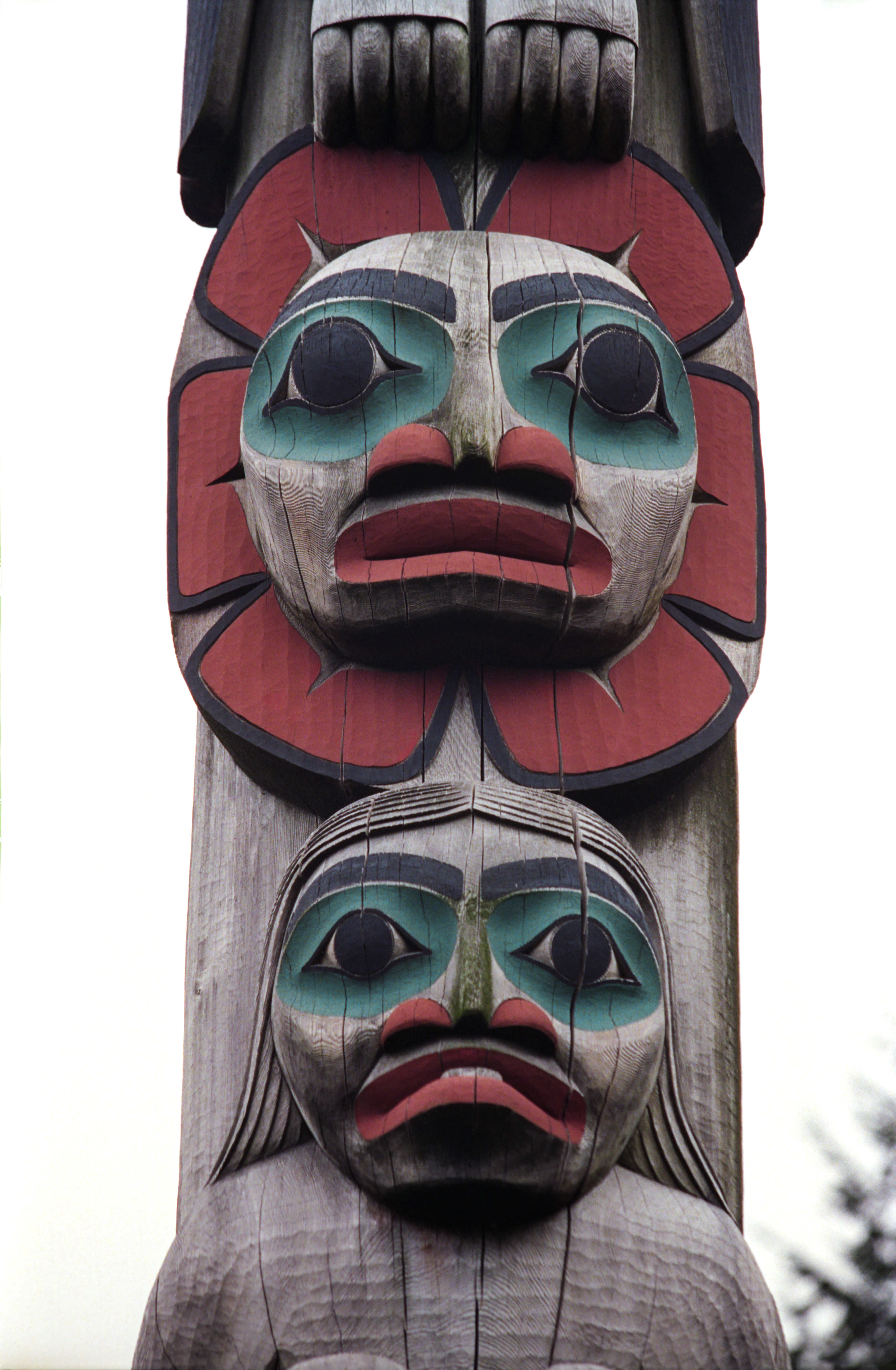
Тотемный столб из Тотемного парка Саксман, Кетчикан, Аляска
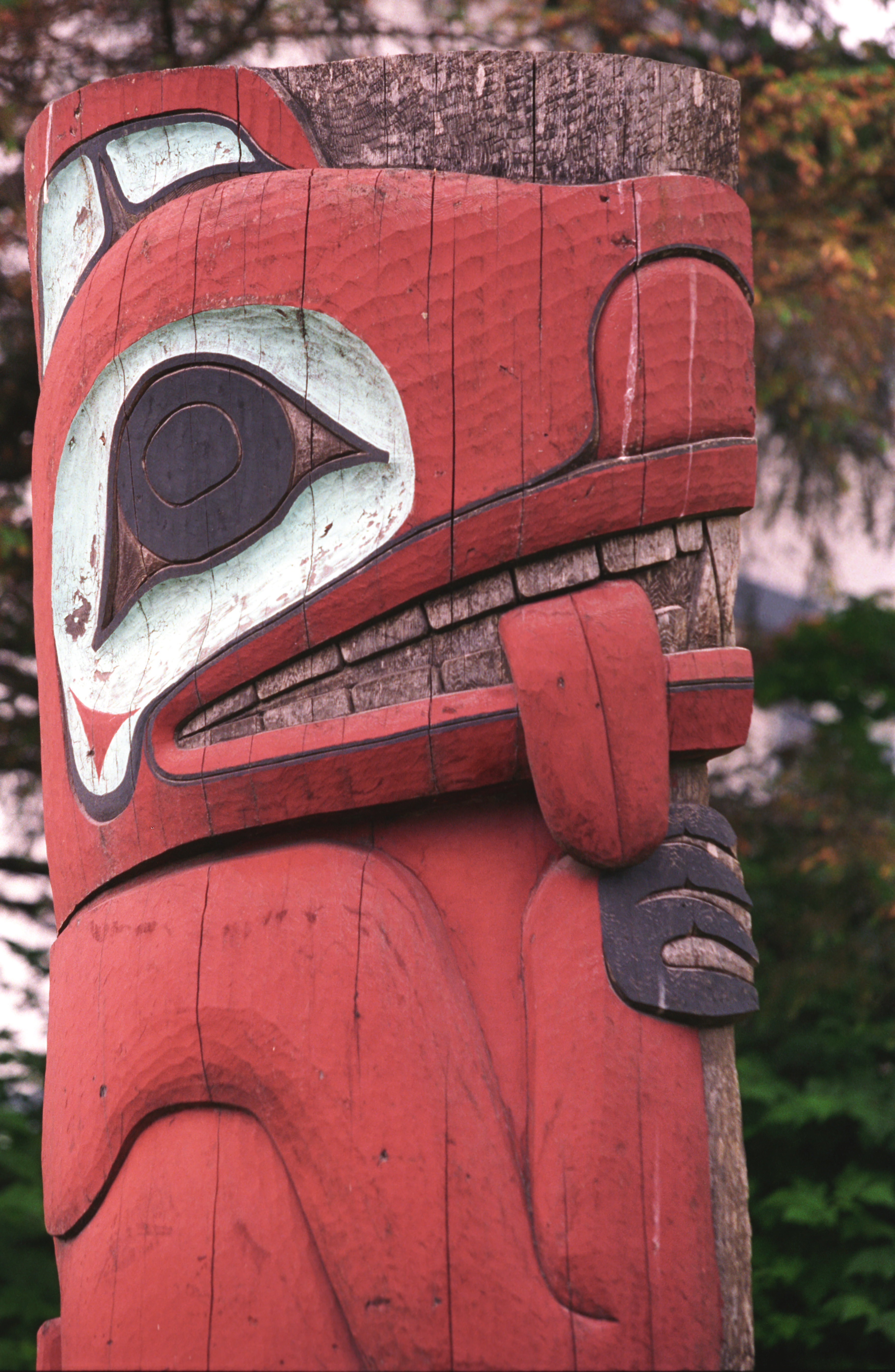
Тотемный столб из Тотемного парка Саксман, Кетчикан, Аляска
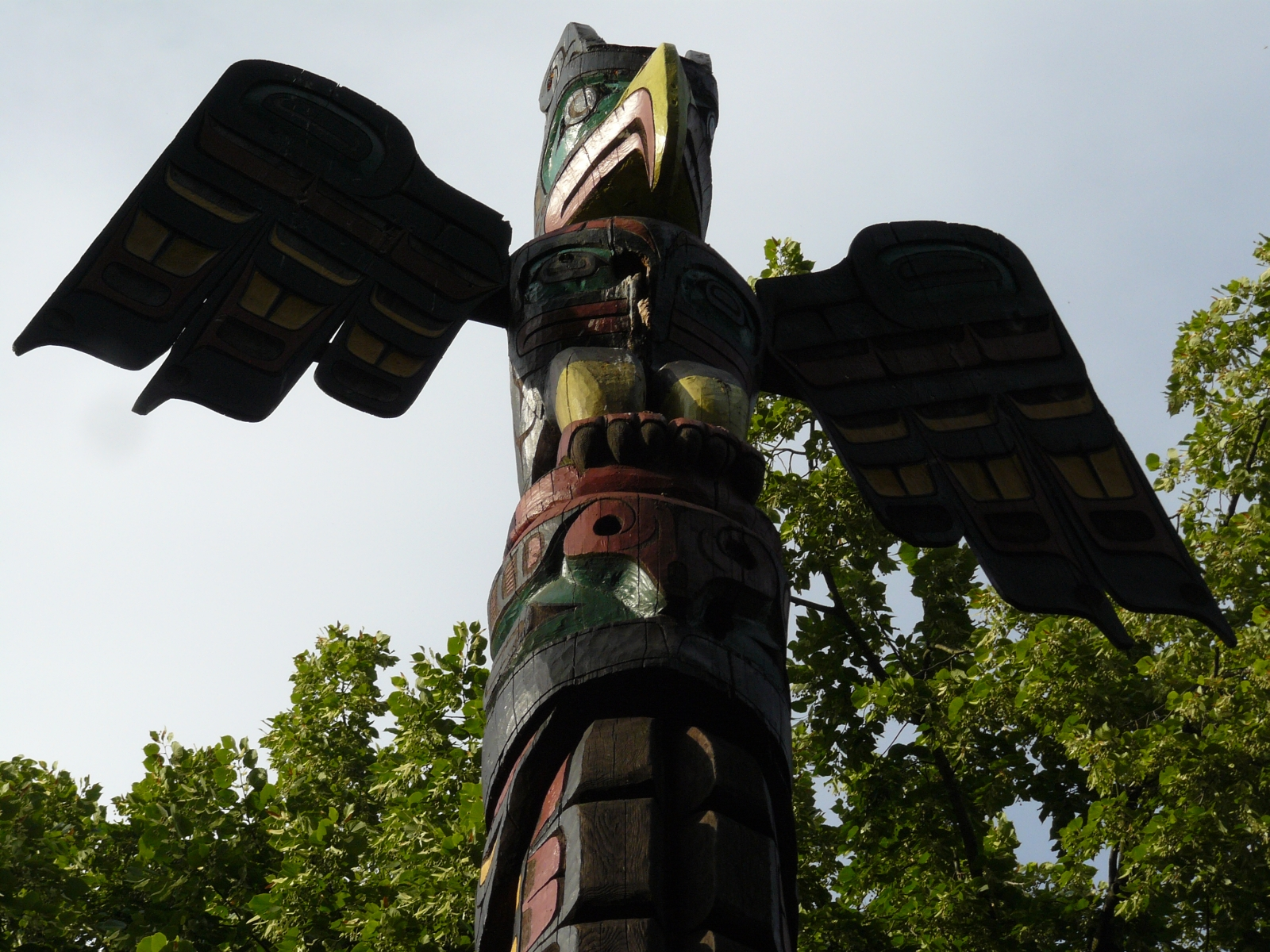
Тотемный столб в городском саду г. Лар, Шварцвальд, Германия. Подарок канадских вооружённых сил